# Żarki
Żarki is een stad in het Poolse woiwodschap Silezië, gelegen in de powiat Myszkowski. De oppervlakte bedraagt 25,68 km², het inwonertal 4387 (2005).